# Erkelenz (stacja kolejowa)
Erkelenz (niem: Bahnhof Erkelenz) – przystanek kolejowy w Erkelenz, w regionie Nadrenia Północna-Westfalia, w Niemczech. Znajduje się na linii Akwizgran – Mönchengladbach. Według klasyfikacji Deutsche Bahn dworzec posiada kategorię 4.
Stanowi przystanek dla Wupper-Express i Rhein-Niers-Bahn.
Zbudowany w 1852 roku dworzec został całkowicie zniszczony w czasie II wojny światowej. Nowy budynek pochodzący z lat 50. XX wieku (na zdjęciu) został zburzony, by zrobić miejsce dla nowego budynku, który mieści centrum komunikacyjne, kiosk, hotel, restaurację, kawiarnię i kilka sklepów. Przystanek posiada 2 perony. Blisko stacji istnieją parkingi P+R oraz przystanek autobusów. 

## Linie kolejowe
- Akwizgran – Mönchengladbach